# Bonprix

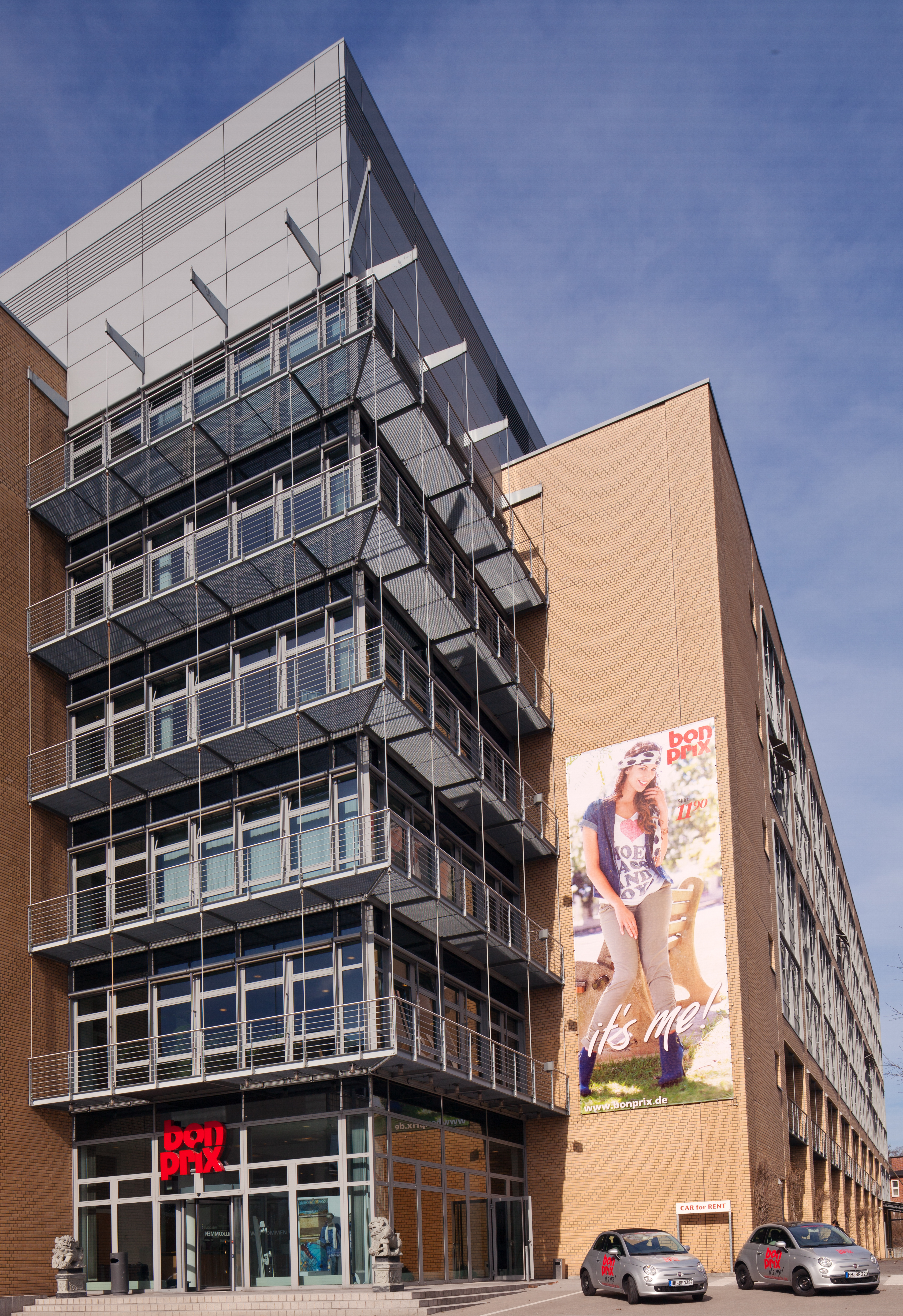
Здание компании в Гамбурге

bonprix (бонпри) — немецкая компания, специализирующаяся на розничной дистанционной торговле модной одеждой и аксессуарами.
Компания bonprix со штаб-квартирой в Гамбурге была основана в 1986 г. в рамках концерна Otto Group. В ассортименте компании женская и мужская одежда, аксессуары, одежда для детей, а также домашний текстиль и предметы декора. Компанию возглавляет совет директоров, в который входят Маркус Акерманн, Кай Хек и Рин Янсен.

## История
Компания bonprix была основана в 1986 г. Хансом-Иоахимом Мундтом и Михаелем Неве. В 1988 г. в совет директоров вошел Йозеф Теекен. К 1989 г. товарооборот составил 1 млн немецких марок. Первая рассылка каталогов состоялась спустя всего две недели после основания компании. Каталог состоял из 32 страниц. Сегодня некоторые каталоги bonprix выпускаются объемом около двухсот страниц. В 1997 был открыт первый интернет-магазин bonprix. В настоящее время более 50 % заказов осуществляется онлайн. Каждый месяц интернет-магазин компании посещают 7,2 млн пользователей. В 1999 г. в Гамбурге был открыт первый магазин розничной торговли bonprix. Впоследствии сеть пополнилась еще несколькими магазинами в Северной Германии. В настоящий момент она включает более 70 магазинов в Германии и более 30 в Австрии, Швейцарии и Италии.

## О компании
С 1990 г. компания развивает многоканальную схему продаж: через каталоги, магазины розничной торговли, Интернет и ТВ. За последние несколько лет компания bonprix вошла в десятку крупнейших интернет-магазинов Германии и насчитывает более 27 миллионов клиентов в 25 странах мира. Оборот составляет более 1,3 млрд евро.